# Bragg (cráter)

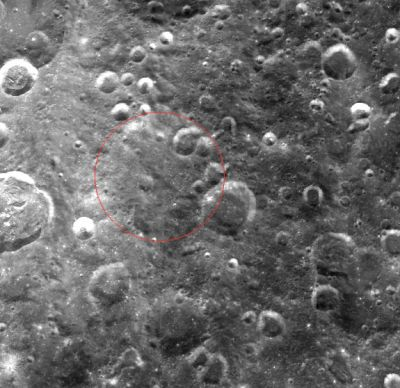
Fotografía de la misión Clementine (1994)

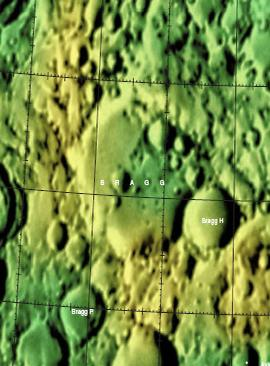
Localización de Bragg

Bragg es un antiguo cráter de impacto que se encuentra en la cara oculta de la Luna, justo más allá de su extremo noroeste. Esta formación ha sido fuertemente erosionada y reconfigurada por impactos posteriores, dejando una depresión irregular en la superficie. La parte más intacta del borde se sitúa a lo largo de la cara occidental, mientras que el lado norte y este casi han desaparecido, invadidos por varios cráteres más pequeños. El más notable de ellos es Bragg H, que se encuentra al otro lado del perímetro este-sudeste.

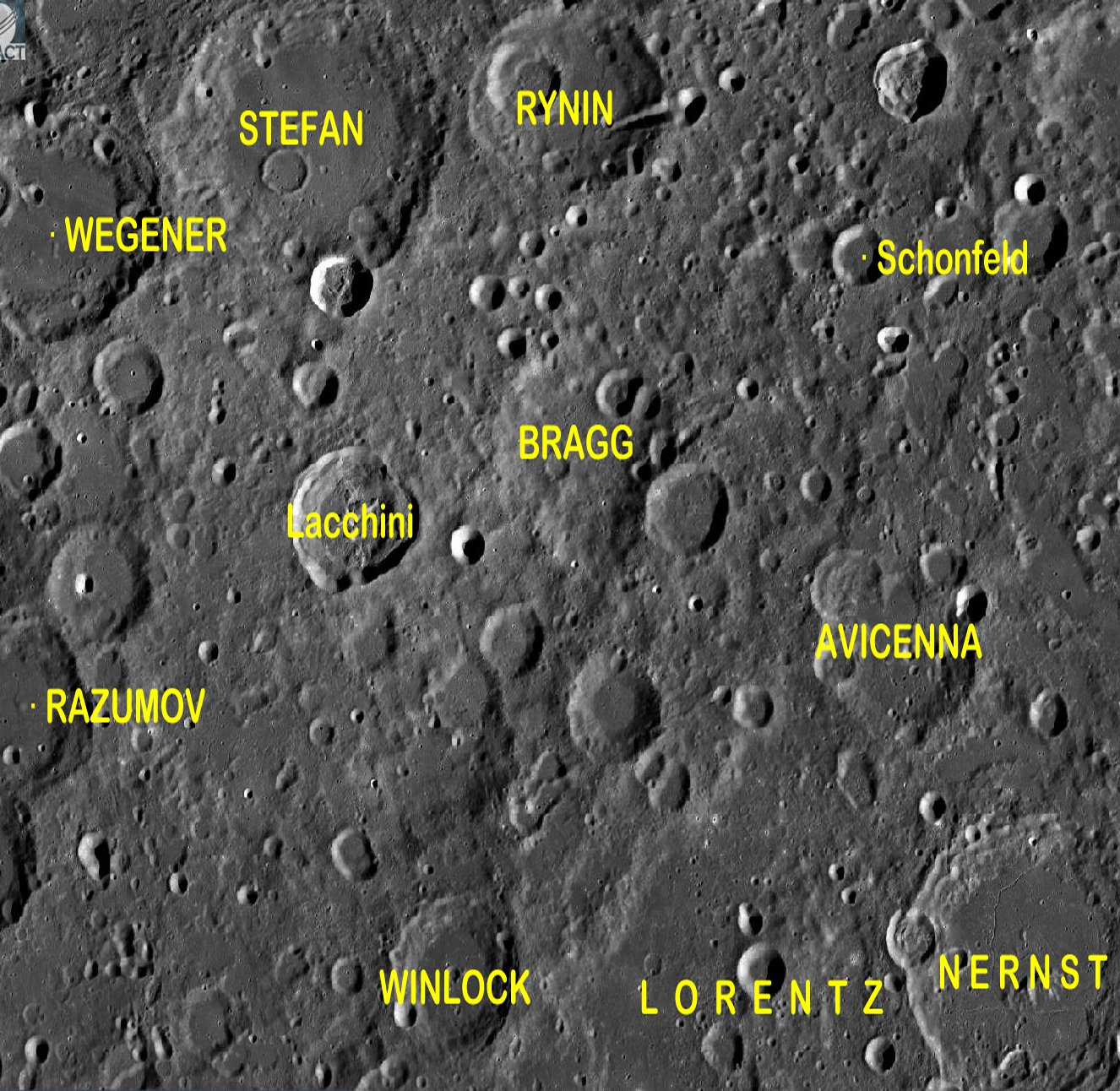
Entorno de Bragg

Este cráter se encuentra al norte-noroeste de la llanura del cráter amurallado Lorentz. Cráteres cercanos son Rynin al norte, Stefan al noroeste, Lacchini al oeste, y Avicenna al sureste. La región de este cráter es muy accidentada y está marcada por numerosos impactos más pequeños.

## Cráteres satélite
Por convención estos elementos son identificados en los mapas lunares poniendo la letra en el lado del punto medio del cráter que está más cerca de Bragg.
|       | \| Bragg \| Coordenadas \| Diámetro \| \| ----- \| ------------------------------- \| -------- \| \| H \| 41°42′N 101°00′O / 41.7, -101.0 \| 40 km \| \| M \| 39°06′N 102°30′O / 39.1, -102.5 \| 45 km \| \| P \| 40°00′N 104°24′O / 40.0, -104.4 \| 30 km \| |          |
| Bragg | Coordenadas | Diámetro |
| H     | 41°42′N 101°00′O / 41.7, -101.0 | 40 km    |
| M     | 39°06′N 102°30′O / 39.1, -102.5 | 45 km    |
| P     | 40°00′N 104°24′O / 40.0, -104.4 | 30 km    |